# San Romano in Garfagnana
San Romano in Garfagnana település Olaszországban, Toszkána régióban, Lucca megyében. Lakosainak száma 1337 fő (2023. január 1.). San Romano in Garfagnana Camporgiano, Piazza al Serchio, Pieve Fosciana, Sillano Giuncugnano és Villa Collemandina községekkel határos.

## Népesség
A település lakossága az elmúlt években az alábbi módon változott:
| Lakosok száma | 1405 | 1408 | 1337 |
|               | 2017 | 2018 | 2023 |